# Xyris tatei
Xyris tatei är en gräsväxtart som beskrevs av Gustaf Oskar Andersson Malme. Xyris tatei ingår i släktet Xyris och familjen Xyridaceae. Inga underarter finns listade i Catalogue of Life.